# Aetanthus ornatus
Aetanthus ornatus là một loài thực vật có hoa trong họ Loranthaceae. Loài này được K.Krause mô tả khoa học đầu tiên năm 1922.